# Za Rossiju
Za Rossiju (ros. За Россию, pol. Za Rosję) – rosyjskie pismo emigracyjne Narodowego Związku Pracujących w latach 30. XX wieku

## Historia
Pierwszy numer pisma wyszedł w marcu 1932 r. w Sofii. Stanowiło organ prasowy Narodowego Związku Nowego Pokolenia (NTSNP). Początkowo ukazywało się co miesiąc. Nakład 3. numeru wyniósł 2 tys. egzemplarzy. Do poł. 1933 r. funkcję redaktora naczelnego pełnił F.A. Mielnikow, zaś do końca 1939 r. przewodniczący oddziału bułgarskiego NTSNP Dmitrij M. Zawżałow. Latem 1934 r. pod naciskiem ZSRR władze bułgarskie zmusiły redakcję pisma do zmiany jej siedziby. W rezultacie od 31. numeru ukazywało się ono bez określenia konkretnego miasta. W wyniku kolejnych protestów sowieckich pismo przemianowano pod koniec 1934 r. na „Za nowuju Rossiju”, a następnie na „Za Rodinu”. Od marca 1939 r. wychodziło ono co 2 tygodnie. Nawiązano współpracę z redakcjami innych rosyjskich pism emigracyjnych, jak „Smiena” w Szanghaju, „Obzor pieczati”  w Lyonie, „Kostior” w Paryżu, „Rossijanin” w Los Angeles, czy „Miecz” w Warszawie. Pod koniec 1939 r. w skład redakcji weszli przybyli z Berlina Aleksandr S. Kazancew (został redaktorem naczelnym) i Boris W. Prianisznikow (został zastępcą redaktora naczelnego). Na pocz. 1940 r. redakcja pisma została zmuszona – po raz kolejny z inicjatywy Sowietów – do przeniesienia się do Belgradu, gdzie wyszedł 98. numer. Pismo ostatecznie zostało zlikwidowane pod koniec 1940 r., kiedy władze Jugosławii nawiązały stosunki dyplomatyczne z ZSRR. Ogółem wyszło 117 numerów pisma.